# جيورج تيله
جيورج تيله  (و. 1881 – 1914 م) هو ضابط ألماني، ولد في بوزنان، توفي في تيسل، عن عمر يناهز 33 عاماً.